# Psyché (Lully)
Psyché (LWV 56) je francouzská opera (tragédie lyrique) od Jeana-Baptiste Lullyho. Libreto k ní sepsal Thomas Corneille podle Molièrovy původní hry. Opera měla premiéru 19. dubna 1678, v divadle Palais-Royal.

## Vznik a první představení
Psyché, Molièrova hra (na jejímž sepsání se podíleli i Pierre Corneille, Philippe Quinault a Lully, který vytvořil hudební intermèda) z roku 1671, sepsaná podle Proměn (příběh o Amorovi a Psyché) od Lucia Apuleia, byla adaptována Thomasem Corneillem jako libreto pro Lullyho novou operu, která měla obsahovat pět dějství a prolog (stejně, jako většina ostatních Lullyho oper).
Podle Mercure Galant, což byl dobový literární časopis, trvalo vytvoření Psyché pouhé tři týdny. Přestože není možné toto tvrzení ověřit, je důvodné se domnívat, že byl Lully při skládání této opery velice ve spěchu, o čemž svědčí použití intermèd z Molièrovy Psyché.
Protože se tato intermèda setkala před sedmi lety s velkým úspěchem, mohl Lully jejich použitím a příslibem znovu použít plainte italienne a závěrečný divertissement přilákat více diváků do divadla.
Lullyho obvyklý libretista Philippe Quinault byl v roce 1678 v nemilosti u dvora, kvůli aféře s operou Isis, a proto připadl úkol vytvořit libreto Thomasi Corneillovi. Ten měl vycházet z Molièrovy hry, nicméně bylo velmi obtížné zpracovat divadelní text pro operu. Ve výsledku je zde pouze malá syntéza s původním textem.
Je možné se domnívat, že na libretu spolupracoval Corneillův synovec de Fontenelle. Není však možné ověřit informaci, zda se de Fontenelle podílel, nebo ne. Všechny zdroje hovoří o tom, že autorem je Thomas Corneille bez účasti svého synovce. Ten však později zařadil libreto mezi svá kompletní díla, bez sebemenší zmínky o účasti svého strýce, s tím, že žádné z tří dalších Corneillových libret se v jeho seznamech děl neobjevuje.
V současné době není možné zjistit zda se de Fontenelle podílel na libretu Psyché, stejně tak není pravděpodobné, že by měl být pouze on autorem.
Opera měla premiéru 19. dubna 1678, v divadle Palais-Royal, hranou herci z Národní Pařížské opery.

## Inscenační historie
Psyché nebyla hrána přímo u královského dvora a v pařížské opeře byla po první inscenace uvedena již jen dvakrát, a to v letech 1703 a 1713.
Vedle Paříže byla Psyché uvedena již po Lullyho smrti v Lyonu roku 1698 a v Marseille roku 1734. Mimo Francii se hrála u dvora brunšvického vévody Antona Ulricha ve Wolfenbüttelu, poprvé v srpnu roku 1686 a ještě v roce 1719. Výjimečné je uvedení Psyché ve vévodském divadle v Modeně roku 1687; v letech 1696 a 1708 se patrně hrála v Bruselu a podle zachované partitury s poznámkami ji ještě před rokem 1686 uvedli rovněž v markrabské rezidenci v Ansbachu.
První novodobou inscenaci uvedli na Festivalu v Aix-en-Provence dne 25. července 1987 dirigent Jean-Claude Malgoire a režisér Jean-Claude Penchenat. Jen poloscénickou podobu nastudoli dirigent William Christie a režisér Jean-Marie Villégier roku k 20. výročí souboru Les Arts Florissants; představení se konala v divadlech v Cherbourgu, Bordeaux, Caen, Lyonu a nakonec v pařížské Opéra-Comique. V rámci festivalu Boston Early Music Festival nastudovalo roku 2007 Psyché divadlo Cutler Majestic Theatre a uvedlo ji v Bostonu a v Great Barringtonu (dirigovali Paul O'Dette et Stephen Stubbs, režii měl Gilbert Blin). Koncertní provedení představil roku 2010 barokní soubor „Les Muses s'aMusent“ v luteránském kostele svatého Petra v Paříži.

## Postavy a hlasy
Prolog:
- Venuše (Vénus), soprán (dessus)
- Amor (L’Amour), němá role (v prologu)
- Flora (Flore), soprán
- Vertumnus (Vertumne), vysoký tenor (haute-contre)
- Palaemon (Palémon), nižší tenor (taille)
- Božstva země a vod: Flořiny nymfy, dryády, sylvánové, řeky a najády

Tragédie:
- Jupiter, bas (basse)
- Venuše (Vénus), soprán
- Amor (L’Amour), soprán / vysoký tenor
- Merkur (Mercure), vysoký tenor
- Vulkán (Vulcain), vysoký tenor
- Zefyr (Zephire), vysoký tenor
- Král, otec Psyché, bas
- Psyché, soprán
- Aglaure, její sestra, soprán
- Cidippe, její sestra, soprán
- Lychas, bas
- Bůh řeky, bas
- Apollón (Apollon), vysoký tenor
- Bacchus, soprán / nižší tenor
- Momus (Mome), bas
- Mars, vysoký tenor
- Silenus (Silène), soprán
- Nymfy, zefyrové a amorci, soprány
- Dvě nymfy z Acherónu, soprány
- Tři Furie, vysoký tenor, nižší tenor a bas
- Dvě Múzy, soprány
- Dva satyrové, nižší tenor a bas

## Děj

### Prolog
(Nádherné nádvoří na mořském pobřeží) Na scéně jsou bohyně květů Flora se svou družinou nymf, bůh strom. a ovoce Vertumnus s družinou dryád a sylvánů a bůh vod Palaemon s družinou řek a najád. Flora – k níž se přidávají i ostatní božstva – oznamuje, že čas války byl přerušen díky největšímu z králů a nastává období míru, proto žádá Venuši, aby sestoupila na zem k hrám (zpěv Flory Ce n'est plus le temps de la guerre a sbor Nous goûtons une paix profonde). Vetumnus a Palaemon zpívají o slastech lásky (dialog-duet Rendez-vous, beautés cruelles). Zatímco božstva tančí menuet, i Flora vyzývá všechny, aby užívali plodů lásky v době mladosti (Est-on sage dans le bel âge). Po tomto vzývání Venuše sestoupí na velkém oblaku na zem; není však vyrušením potěšena a má špatnou náladu. Pojala ji žárlivost na smrtelnici Psyché, jež svou krásou lidi tak uhranula, že ji uctívají namísto bohyně lásky a Venušiny oltáře zůstávají prázdné. Posílá proti všechny pryč a pak ukládá svému synu Amorovi, aby se za ni na Psyché pomstil tím, že jí přinese toho nejnehodnějšího manžela (recitativ Pourqoi du ciel m'obliger à descendre?). Amor odlétá splnit příkaz své matky.

### 1. dějství
(Příjemná krajina v podhůří) Královské dcery Aglaure a Cidippe se radují, že jejich země již brzy přestane být sužována ukrutným hadem; jejich sestra Psyché má dnes učinit bohům požadovanou oběť. Obě ženy přemýšlejí, proč se krásná Psyché dosud odolává lásce, a předpovídají, že to již nemůže dlouho trvat (dialog s árií Aglaure Après un temps plein d'orages a áriemi Cidippe Tout succède à nos désirs… Il est un fatal moment). Tu přichází zasmušilý Lychas. Sděluje princeznám, že věštba požaduje, aby uražené Venuši byla obětována sama Psyché. Král se prý snažil tuto věštbu udržet v tajnosti, ale velekněz ji veřejně vyhlásil; jediný, kdo o ní ještě neví, je právě krásná princezna. Obě sestry komentují, jak je nebezpečné přijímat pocty, které by měly patřit bohům (duet Ah! qu'il est dangereux), a všichni tři bědují nad osudem Psyché (tercet Pleurons, pleutrons, en de si grands malheurs). Dva muži a jedna žena z lidu rovněž oplakávají oblíbenou princeznu (italský žalozpěv Deh, piangete al pianto mio).
Nic netušící Psyché přichází; překvapeně se ptá sester, proč vzdychají, ale ty nenacházejí sílu jí cokoli říci a se slovy lítosti se vzdalují. Teprve král, její otec, jí prozradí, co po ní věštba požaduje: aby byla připoutána zde na skálu a vydána na pospas hadu. Král je odhodlán vzdorovat příkazu bohů, ale Psyché se rozhodne obětovat pro veřejné blaho. Vystoupí na skálu a vzápětí ji odnesou čtyři zefyrové, zatímco král naříká nad osudem své nejmilejší dcery.

### 2. dějství
(Nádherný, dosud rozestavěný palác) Vulkán dává pokyny osmi Kyklopům, jak dohotovit honosný palác. Přilétá Zefyr se vzkazem od zadavatele stavby, Amora, který si přeje, aby byl palác co nejrychleji dokončen: Psyché již sem byla přinesena a nyní spí na trávníku v blízké zahradě (árie Psyché mérite bien une ardeur si fidèle). Vulkán je potěšen zprávou, že palác se staví pro Psyché: nejen že sám obdivuje její kouzlo, ale navíc jej hřeje pomyšlení, že svým úsilím ve prospěch krásné princezny rozhněvá svou nevěrnou manželku Venuši. Zafyr jej varuje před takovými myšlenkami: ať se činí ve prospěch Amora a Psyché, ale na pomstu Venuši ať raději zapomene, to v manželství nic neřeší (árie Faites tout pour l'Amour, et rien contre Vénus). Vulkán pobízí Kyklopy do práce a i oni staví o to radostněji, když ví, že je to pro nádhernou dívku (pochod Kyklopů a árie Vulkána Dépechez, préparez ces lieux).
Venuše sestupuje na svém voze a vyčítá manželovi, že se staví na stranu její smrtelné nepřítelkyně. Ten se jí ptá, odkdy že žijí v tak harmonickém manželství, aby si činila nárok na jeho bezvýhradnou podporu. Venuše si stěžuje na to, jak muž rychle ztrácí lásku, když se stane z manžela milencem (árie Ah, que l'amour est promptement guéri). Vulkán poznamenává, že jeho manželka jednak zná rozdíl mezi manželem a milencem velmi dobře z vlastní zkušenosti, jednak by měla být ráda, že Psyché věnuje jen svou práci a nic více. Rozzlobená Venuše odlétá a doufá, že se jí podaří lépe ukáznit svého syna.
Brzy poté je plác dokončen a Psyché v něm procitá. Je příjemným prostředím překvapena a znejistěna a volá hada, jemuž byla obětována, aby si přišel pro její život. Ozve se však krásná hudba a Psyché slyší nejprve zefyry zpívat o lásce (duet Aimez, il n'est de beaux ans), pak se ozve i její únosce; nedokázal ji odevzdat netvorovi, protože se do ní zamiloval, jakmile ji spatřil. Nemůže jí říci své jméno ani se před ní objevit ve své božské podobě, svoluje však, že se jí objeví v podobě smrtelníka – krásného mladého muže. Psyché ihned podléhá lásce (dialog a duet Et bien, Psyché, des cruautés du sort… Ah, qu'en amour le plaisir est charmant). Ale na její žádost o to, aby se jí dal poznat, musí Amor zopakovat, že mu věštba zakazuje říci své jméno i ukázat svou pravou podobou, i když jinak Psyché ujišťuje svou láskou (recitativ a árie C'est à regret que je me tais… Ce n'est pas comme un dieu que je prétends paraître). Psyché je pro tento okamžik spokojena a nymfy, amorci a zefyrové jim tančí a zpívají o všemoci lásky (divertissement s tercetem nymf Aimable jeunesse).

### 3. dějství
(Nejnádhernější komnata Amorova paláce, s výklenkem za závěsem) Venuše si s nelibostí prohlíží palác postavený po svou sokyni (recitativ 'Pompe que ce palais de tous costes étale). Když vejde Psyché, vydává se bohyně za Amorovu služebnou, které se má starat o princeznino pohodlí. Psyché se í svěřuje s tím, jak se jí dotýká milencova nedůvěra (árie Vous n'êtes pas les plus heureux). Venuše jí jakoby zdráhavě prozradí, že pravou tvář svého hostitele může uzřít, pokud nahlédne za závěs, a přenechává jí lampu. Psyché s lampou nahlédne do výklenku a poznává Amora v tradiční podobě okřídleného dítěte (recitativ À la fin je vais voir mon destin éclairci). Je jeho líbezností okouzlena, záblesk lampy však Amora probudí a ten prchá.
Palác vmžiku zmizí a promění se v nehostinnou poušť. Psyché marně volá Amora zpět (recitativ Arrêtez, cher amant, où fuyez-vous si vite?). Objevuje se jí Venuše, vychutnává svou pomstu a vyčítá smrtelnici, že si činila nárok na jejího božského syna. Psyché se snaží odvrátit její hněv a argumentuje tím, že přece Amorovi by žádný smrtelník – a tedy ani ona – nemohl odolat. Venuše dává Psyché za úkol, aby jí přinesla z podsvětí od Proserpiny schránku s kosmetickými prostředky, pak možná její hněv vůči nešťastné princezně poleví. Psyché její rozkaz nejprve nehodlá vykonat, protože ani usmířená Venuše by jí nevrátila Amora zpět, a raději chce ukončit svůj život tím, že se utopí v řece (recitativ Vous m'abandonnez donc, cruel et cher amant?). Řeka ji však zachrání a namísto utopení Psyché slibuje, že ji na vlnách odnese až k vchodu do podsvětí.

### 4. dějství
(Síň v Proserpinině paláci) Psyché sestoupila do podsvětí. Temné a truchlivé prostředí ji leká. Psyché vypráví stínům svůj politováníhodný osud (recitativ Par quels noirs et fâcheux passages… Vous, que ces demeures affreuses). Brzy se na ni však sesypou podsvětní démoni a v cestě se jí snaží zabránit tři furie, když se ale Psyché neoblomně dožaduje rozhovoru s Proserpinou, vyšlou furie své královně vzkaz; mezitím však vyděšené Psyché ukazují všechny hrůzy podsvětí (scéna Psyché a tří furií Où penses-tu porter tes pas… Non, n'attends rien de favorable… Cependant montrons-lui ce que ces lieux terribles). Objevují se dvě nymfy z řeky Acherón: na Amorův pokyn se Merkur přimluvil u Proserpiny a nymfy přinášejí Psyché schránku, pro kterou přišla. Psyché vidí, jak Láska (Amor) ulehčuje její utrpení (árie Ah, que mes peines sont charmantes) a nymfy potvrzují, že i peklo se musí podřídit příkazům Lásky (duo L'amour anime l'univers). Posílají démony pryč a vyvádějí Psyché z podsvětí.

### 5. dějství
(Venušiny zahrady) Psyché dorazila k Venuši. Protože se však bojí, že ji strastiplná cesta do podsvětí ukrátila na kráse, chce využít prostředků z Proserpininy skříňky (recitativ Si je fais vanité de ma tendresse extrême). Ze schránky vyvane smrt a Psyché klesá. Přichází Venuše a zlomyslně se raduje; protože by však náhlá smrt nebyla pro její opovážlivou sokyni dostatečným trestem, probouzí ji zpět k životu. Psyché volá na pomoc Amora, čímž Venuši dále rozzuří.
Než ta však stačí dokonat svou pomstu, přichází Jupiterův posel Merkur. Amor totiž u Jupitera žaloval na svou matku. Král nebes sice připouští, že řízením Osudu náleží Psyché Venuši, ale Merkurovým prostřednictvím vybízí bohyni ke smíru se svým synem. Venuše se rozhořčeně ptá, zda je Amor tak důležitý pro vesmír a přírodu, že bez něj neexistuje štěstí (árie Ah, qu'on laisse ma colère), což Merkur zodpovídá kladně (árie S'il est quelque bonheur, c'est l'Amour qui l'assure). Venuše se nehodlá podřídit, a i když k ní sestoupí i Jupiter, namítá mu, že její božský syn si přece nemůže vzít za ženu smrtelnici. Jupiter tedy vmžiku propůjčí Psyché nesmrtelnost a Venušin odpor ustává. Hromovládce přivádí triumfujícího Amora a je svědkem jeho nového setkání s Psyché (árie Jupitera Viens, Amour, tes soupirs emportent la victoire… Aimez sans troubles et sans alarmes).
Olympští bohové a bůžkové se shromažďují a ve velké slavnosti oslavují tancem a zpěvem lásku (árie Apollona Unissons-nous, troupe immortelle; sbor Celébrons ce grand jour; árie Baccha Si quelque fois; árie Moma Je cherche à medire; árie Marta Mes plus fiers ennemis vaincus ou pleins d'effroi; sbor Chantons les plaisirs charmants; árie Apollona Le dieu qui nous engage; sbor Múz Gardez-vous, beautés sévères; árie Baccha Admirons le jus de la treille; árie Silena Bacchus veut qu'on boive à longs traits; tercet Silena a dvou satyrů Voulez-vous des douceurs parfaites?; árie Moma Folâtrons, divertissons-nous; árie Marta Laissons en paix toute la terre; a závěrečný sbor Chantons les plaisirs charmants).

## Kritika
Mercure Galant uvádí, že Psyché byla velice dobře přijata; obecenstvo prý bylo stejně jako v případě jiných Lullyho děl fascinováno hudbou a lidé se podivovali nad tím, že Corneille zvládl libreto napsat za pouhé tři týdny.
Na druhé straně uvádějí Frères Parfraict ve svém Histoire de l'académie royale de musique, že opera je nenapravitelně chladná, a že postava Venuše ničí to malá, co zde zbylo z dvornosti.
Nicméně, oba tyto názory mohou být zkreslené tím, že Thomas Corneille byl jedním z hlavních redaktorů Mercure Galant, zatímco Frères Parfraict drželi všechny autory 17. století, kromě Pierre Corneilla, Molièra, Jeana Racina a Philippe Quinaulta.
Robert Fajon, ve své Opéra à Paris du Roi Soleil à Louis le Bien-Aimé, jde dokonce tak daleko, že obvinil Thomase Corneilla, že je zodpovědný za Lullyho „operní selhání“, nicméně, žádnou z Lullyho oper nelze označit za „selhání“.
Je však pravda, že Psyché, nebyla na rozdíl od mnoha jiných Lullyho oper hrána u dvora a byla v následujících letech nastudována pouze dvakrát (jednou v roce 1703 a znovu pak roku 1713, tedy v obou případech až po Lullyho smrti v roce 1687). Opera Théseus, byla pro srovnání nastudována desetkrát a zůstala v repertoáru Národní pařížské opery až do roku 1744.

## Nahrávky
- Psyché, 2007 (CPO, 3 CD, 2008). Zpívají (Psyché) Carolyn Sampson, (Venuše) Karina Gauvin, (Amor / Apollón) Aaron Sheehan, (Vulkán / Merkur) Colin Balzer, (Aglaure / první nymfa) Amanda Forsythe, (Cidippe / druhá nymfa / první múza) Mireille Lebel, (truchlící žena / třetí nymfa / druhá múza) Yula Van Doren, (král / Mars / první furie) Olivier Laquerre, (Zefyr / Vertumnus / třetí furie) Jason McToots, (Jupiter / Palaemon) Matthew Shaw, (Lychas, Momus) Aaron Engebreth, (Bacchus, první truchlící muž) Ricard Bordas, (Flora, druhá nymfa Acherónu) Teresa Wakim, (Silenus) José Lemos, (první zefyr, druhá furie, satyr) Zachary Wilder, (bůh řeky, druhý satyr) Sumner Thompson, (druhý truchlící muž) Douglas Williams, (první nymfa Acherónu) Brenna Wells, (Amor) Jake Wilder-Smith, (Válka) Erica Schuller, (dva bohové) Michael Barrett, Julien Patenaude. Boston Early Music Festival Chorus and Orchestra, dirigent: Paul O'Dette a Stephen Stubbs.